# Butler megye (Missouri)
Butler megye az Amerikai Egyesült Államokban, azon belül Missouri államban található. Megyeszékhelye és legnagyobb városa Poplar Bluff. Lakosainak száma 42 130 fő (2020. április 1.). Butler megye Wayne, Clay, Dunklin, Stoddard, Carter és Ripley megyékkel határos.

## Népesség
A megye népességének változása:
| Lakosok száma | 42 811 | 43 045 | 43 108 | 43 083 | 42 951 | 42 130 |
|               | 2010   | 2011   | 2012   | 2013   | 2015   | 2020   |